# Burhan Sargın
Burhan Sargın, von einigen Quellen fälschlicherweise auch als Burhan Sargun bezeichnet, (* 11. Februar 1929 in Ankara; † 15. September 2023) war ein türkischer Fußballspieler. Durch seine langjährige Tätigkeit für Fenerbahçe Istanbul wird er stark mit diesem Verein assoziiert. Auf Fan- und Vereinsseiten wird er als einer der bedeutenderen Spieler der Klubgeschichte aufgefasst. Er erhielt den Spitznamen Canavar Burhan (dt.: Monster Burhan, Raubtier Burhan, Bestie Burhan oder Ungeheuer Burhan) aufgrund seiner überragenden Torquote und seiner dynamischen Spielweise, die den Gegenspielern sehr viel Kraft raubte. Er gehörte während der Fußball-Weltmeisterschaft 1954 zum Kader der Türkei.

## Karriere

### Verein
Sargın spielte zunächst bei Hacettepe GK. 1951 wechselte er zu Fenerbahçe Istanbul und spielte hier die nachfolgenden fünf Jahre. Nachdem er die Zeit von 1956 bis 1960 beim Ligarivalen Adalet SK verbracht hatte, kehrte er 1960 zu Fenerbahçe zurück. Nach einer letzten Spielzeit, in der er nur einmal eingesetzt wurde, beendete er im Sommer 1961 seine aktive Laufbahn. Für Fenerbahçe stand er 70-mal auf dem Platz und erzielte 46 Tore, für Adalet spielte er 71-mal und erzielte 14 Tore, erhielt aber auch einmal eine rote Karte.

### Nationalmannschaft
In der WM-Qualifikation 1954 schoss Sargın in den drei Spielen gegen Spanien zwei Tore, womit die türkische Nationalmannschaft sich für die WM-Endrunde qualifizierte. In der Vorrunde der Fußball-Weltmeisterschaft 1954 spielte die Türkei in Gruppe 2 mit Ungarn, Deutschland und Südkorea. Da die Türkei wie Ungarn gesetzt war, traten beide Mannschaften in der Vorrunde nicht gegeneinander an. Gegen Deutschland verlor die Türkei mit 1:4, gegen Südkorea gewann sie mit 7:0, drei Tore steuerte Sargın bei. Da die Tordifferenz nicht gezählt wurde und die Türkei und Deutschland punktgleich waren, musste durch ein Entscheidungsspiel entschieden werden, welches Team in die K.-o.-Runde kommen würde. Das türkische Team, das ohne Sargın antrat, verlor 2:7 und musste die Heimreise antreten.
Sargın spielte auch in drei Freundschaftsspielen (einmal gegen die Schweiz, zweimal gegen Jugoslawien) für die Türkei. Insgesamt schoss er sieben Tore in acht Spielen für die türkische Nationalmannschaft.
Burhan Sargın starb im September 2023 im Alter von 94 Jahren.

## Erfolge
Mit Fenerbahçe Istanbul
- Meister der İstanbul Futbol Ligi: 1952/53
- Türkischer Meister: 1960/61

Mit der Türkischen Nationalmannschaft
- Teilnehmer der Weltmeisterschaft: 1954